# Franz Geissenhof

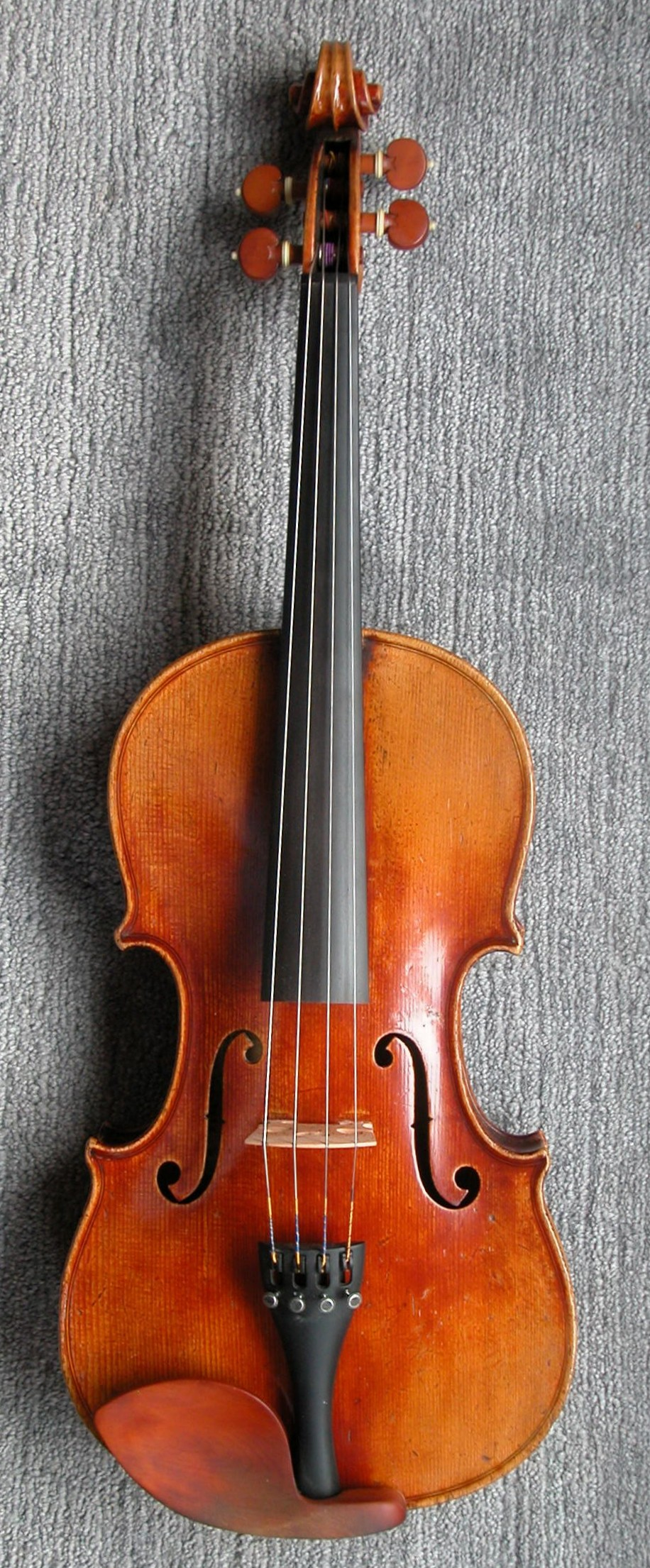
Bratsche 39,5 cm "Franciscus Geissenhof fecit.
Viennae Anno 1813"

Franz Geissenhof (* 15. September 1753 in Füssen; † 1. Januar 1821 in Wien) war ein österreichischer Geigenbauer.

## Leben und Wirken
Franz Geissenhof war Schüler des Wiener Geigenmachers Johann Georg Thir, dessen Werkstatt er nach dessen Tod im Jahre 1781 übernahm und weiterführte. Anfangs arbeitete er ganz im Stil seines Lehrmeisters nach der Wiener Schule. Er übernahm sein Modell mit einer hoch angelegten Wölbung. Auch der dunkle, dünn aufgetragene Lack ist typisch für diese Zeit und Gegend.
In den neunziger Jahren des 18. Jahrhunderts lernte Geissenhof zunehmend die italienischen Meisterinstrumente kennen und war von deren tonlicher Größe und deren ästhetischen Ausführung so angetan, dass er sein Modell immer weiter veränderte und entwickelte.
Ab etwa 1800 entstanden seine Arbeiten ganz im Stil von Antonio Stradivari. Als erster Wiener Geigenmacher arbeitete er nach italienischem Vorbild. Der Umriss des Resonanzkörpers, das Modell der Schnecke und die flache Wölbung zeugen davon, dass er etliche Geigen der großen Cremoneser Geigenbauer studieren konnte. Der Lack ist zumeist von dunklem violett-rot und typisch für ihn, später verwendete er auch hellere Lacke. Geissenhof gab man gelegentlich den Beinamen Wiener Stradivari.
Seine Frau starb 14 Monate nach ihm. Beide wurden am Sankt Marxer Friedhof begraben.
Einer seiner Lehrlinge war Johann Georg Stauffer, der später besonders als Gitarrenbauer und umstrittener Erfinder des Arpeggione zu Ruhm und Ehren kam.
Siehe auch: Wiener Geigenbau